# Anastelgis terminalis
Anastelgis terminalis är en stekelart som beskrevs av Henry Keith Townes, Jr. 1960. Anastelgis terminalis ingår i släktet Anastelgis och familjen brokparasitsteklar. Inga underarter finns listade i Catalogue of Life.